# Slettøya
Slettøya est une petite île de la commune de Hole ,  dans le comté de Buskerud en Norvège. 

## Description
Slettøya est l'une des deux petites îles situées à Kroksund, entre le Steinsfjorden (en) et le Tyrifjord. La Route européenne 16 traverse l'île sur le pont de Kroksund, entre Kroksund et Sundvollen. 
L'île voisine dans le détroit s'appelle Sundøya et est plus grande.